# Оссолін (Мазовецьке воєводство)
Оссолін (пол. Ossolin) — село в Польщі, у гміні Лів Венґровського повіту Мазовецького воєводства.
Населення — 116 осіб (2011).
У 1975-1998 роках село належало до Седлецького воєводства.

## Демографія
Демографічна структура станом на 31 березня 2011 року:
|          | Загалом | Допрацездатний вік | Працездатний вік | Постпрацездатний вік |
| -------- | ------- | ------------------ | ---------------- | -------------------- |
| Чоловіки | 63      | 9                  | 45               | 9                    |
| Жінки    | 53      | 5                  | 35               | 13                   |
| Разом    | 116     | 14                 | 80               | 22                   |